# Screamers (film, 2006)
Pour les articles homonymes, voir Screamer.
Pour plus de détails, voir Fiche technique et Distribution.
Screamers est un film britannique réalisé par Carla Garapedian, sorti en 2006.

## Synopsis
Le film s'intéresse aux différents génocides ayant eu lieu à travers l'histoire. Il présente notamment le témoignage de Serj Tankian, chanteur du groupe System of a Down, dont le grand-père est un survivant du génocide arménien.

## Fiche technique
- Titre : Screamers
- Réalisation : Carla Garapedian
- Musique : Jeff Atmajian
- Photographie : Charles Rose
- Montage : Bill Yahraus
- Production : Nick de Grunwald, Carla Garapedian, Peter McAlevey et Tim Swain
- Société de production : BBC, Isis Productions, MG2 Productions et Raffy Manoukian Charity
- Pays de production :  Royaume-Uni
- Genre : Documentaire
- Durée : 89 minutes
- Dates de sortie : 
  - États-Unis : 8 décembre 2006 (Los Angeles)

## Distinctions
Le film a reçu le prix du meilleur documentaire ex-æquo lors de l'AFI Fest 2006.